# Ross (Tasmanie)
Pour les articles homonymes, voir Ross.
Ross (272 habitants) est un hameau de Tasmanie en Australie situé près du lac Sorell, entre les villages de Campbell Town et Oatlands, sur la route reliant les deux plus grandes villes de Tasmanie (Hobart et Launceston). Il est situé à 117 km de Hobart.
Ross possède un célèbre pont en grès construit par les forçats en 1836. C'est le troisième pont le plus ancien encore en usage en Australie. Commandé par le lieutenant-gouverneur Arthur, le pont a été conçu par l'architecte John Lee Archer, construit par une équipe de forçats dont deux tailleurs de pierre, James Colbeck et Daniel Herbert, le second étant crédité des découpages complexes situés des deux côtés du pont.

## Climat
Ross possède un climat océanique (Köppen: Cfb), avec des étés vraiment doux et des hivers frais. Les temps maximales varient de 24,8 ºC en janvier à 11,4 ºC en juillet; tandis que les temps minimales rangent de 10,7 ºC en février à 1,4 ºC en juillet. La pluviométrie moyenne est relativement basse: (494,4 mm), mais elle est assez fréquente (il y a 132.5 jours pluvieux par an). Ross n'est pas du tout ensoleillée, parce qu'elle expérience 128.5 jours nuageux et seulement 22.3 jours clairs annuellement. La température la plus élevée enregistrée est de 41,6 ºC le 30 janvier 2009, tandis que la température la plus basse est de −7,6 ºC le 1 juillet 2017.

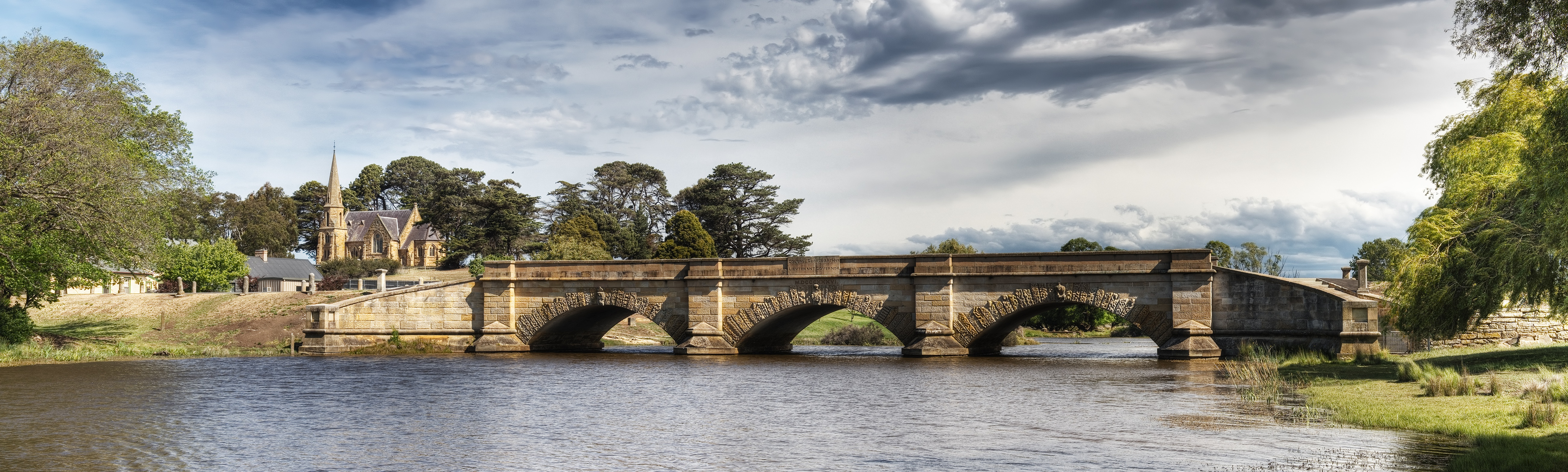
Le pont de Ross.

| Mois                                  | jan.      | fév.      | mars      | avril     | mai       | juin      | jui.      | août      | sep.      | oct.      | nov.      | déc.      | année           |
| ------------------------------------- | --------- | --------- | --------- | --------- | --------- | --------- | --------- | --------- | --------- | --------- | --------- | --------- | --------------- |
| Température minimale moyenne (°C)     | 10,7      | 10,4      | 8,2       | 5,5       | 3,2       | 1,7       | 1,4       | 2,1       | 3,5       | 5         | 7         | 8,7       | 5,6             |
| Température maximale moyenne (°C)     | 24,8      | 24,1      | 21,8      | 17,7      | 14,3      | 11,7      | 11,4      | 12,6      | 14,6      | 17,1      | 20        | 22,7      | 17,7            |
| Record de froid (°C) date du record   | −0,4 2000 | −0,2 2020 | −3,3 2011 | −5,6 1999 | −6,9 2008 | −7 2020   | −7,6 2017 | −6,3 2006 | −6,4 2019 | −5,6 2008 | −3,2 2017 | −2,5 1995 | −7,6 01/07/2017 |
| Record de chaleur (°C) date du record | 41,6 2009 | 36,6 2000 | 35,3 2008 | 28,9 2005 | 22,5 2018 | 18,7 2005 | 17,6 2013 | 19,6 2004 | 23,2 2023 | 29,2 2017 | 33,1 2007 | 37,8 2019 | 41,6 30/01/2009 |
| Précipitations (mm)                   | 43,6      | 34,9      | 37,4      | 36,2      | 32,5      | 40,5      | 39,7      | 48,2      | 49,4      | 49        | 43,7      | 39,7      | 494,6           |
| Nombre de jours avec précipitations   | 7,5       | 7,8       | 8,1       | 9,7       | 10,5      | 12,4      | 13,6      | 15        | 13,8      | 13,7      | 11,3      | 9,1       | 132,5           |
| Humidité relative (%)                 | 40        | 44        | 44        | 54        | 61        | 69        | 69        | 61        | 57        | 52        | 47        | 40        | 53              |